# FM957
FM957 är en isländsk kommersiell radiokanal som ägs av 365 ljósvakamiðlar. Stationen spelar hitmusik.